# Kirche Gerzensee

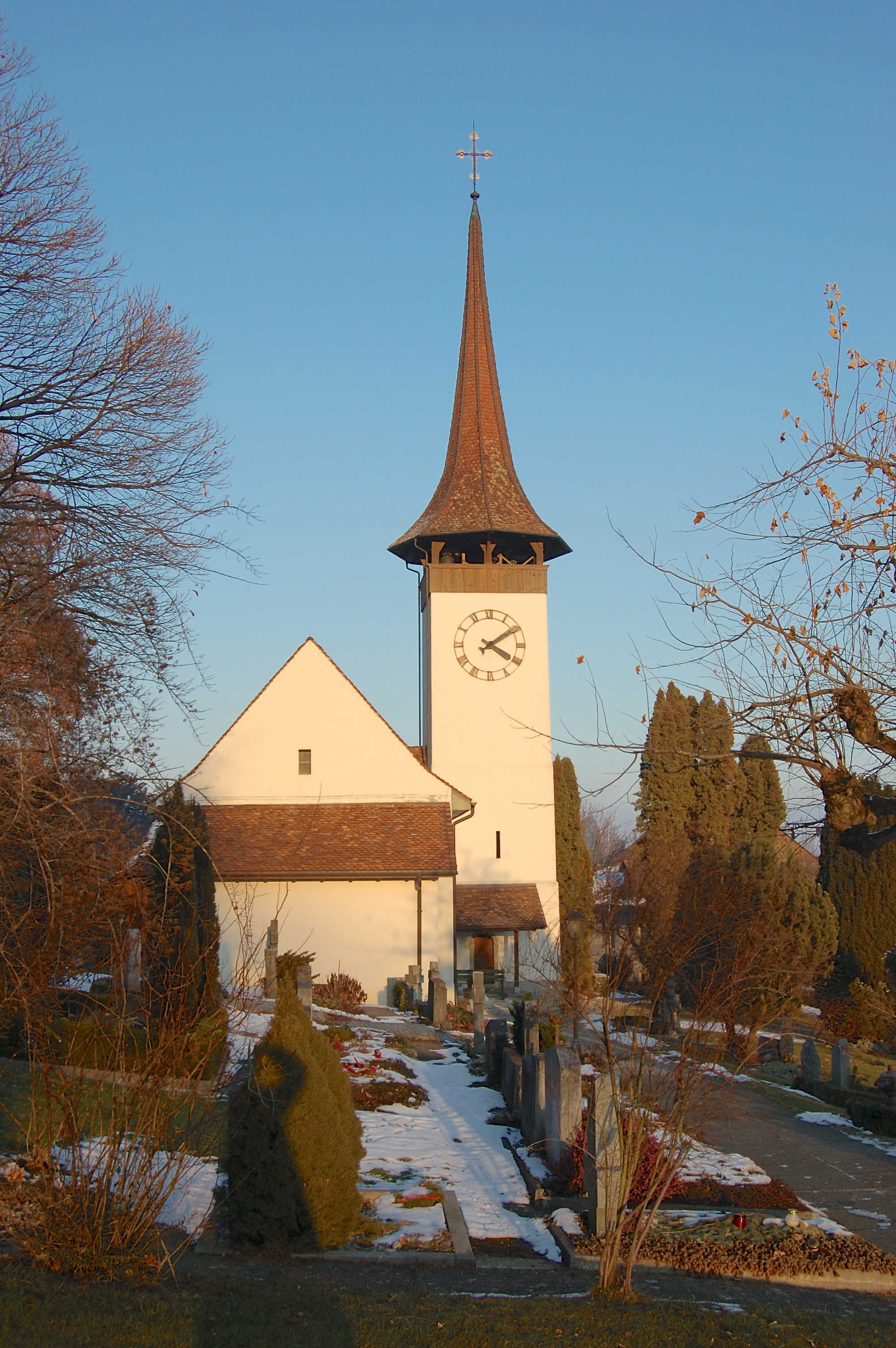
Kirche Gerzensee von Westen

Die Kirche Gerzensee wird 1228 erstmals im Kirchenverzeichnis (Chartular) erwähnt, das der Bischofs von Lausanne erstellen liess. Seit 1528 ist sie die reformierte Dorfkirche von Gerzensee im Kanton Bern, Schweiz.

## Lage
Die Kirche ist, untypisch für Kirchen im Bernbiet, nicht weit herum sichtbar. Sie liegt am Südhang des Belpbergs. Im Bereich der Kirche befinden sich mehrere gefasste Quellen und unterirdische Wasserläufe.

## Geschichte

Pfarrhaus und Kirche um 1820

Es wird darüber spekuliert, dass die Kirche Gerzensee an jenem Ort gebaut wurde, an dem zuvor ein keltisches Heiligtum gestanden haben soll, das einer Quellgöttin gewidmet war. Im Zuge der Christianisierung soll dann die Quellgöttin durch die heilige Katharina ersetzt worden sein.
Seit der ersten Erwähnung von 1228 im Chartular des Domkapitels von Lausanne blieb die Kirche Gerzensee im Wesentlichen so wie sie heute noch steht, im 21. Jahrhundert ist. Aus dem 15. Jahrhundert (1416/17 und 1453) sind zwei Visitationsberichte bekannt. Die Mängelliste (die Kanzelwand war am Zerbröckeln, das Messbuch zerrissen, das Weihrauchfass defekt) des Visitators gab Anlass, die Kirche wieder in einen guten Zustand zu bringen.

### Reformation
Im Jahr 1528 kam die Reformation auch nach Gerzensee und mit ihr der Bildersturm. Die Altäre wurden geschlissen, die Heiligenfiguren zerschlagen oder verbrannt, die Fresken abgehackt, der Ölberg und das Sakramentshäuschen zugemauert.
Wahrscheinlich zu Beginn des 17. Jahrhunderts wurde das Gebäude umgestaltet. Die Fensteröffnungen wurden herausgebrochen und Rundbogenfenster eingebaut und es kamen Bänke ohne Lehnen in das Kirchenschiff. Die Herrschaftsfamilie liess ein Chorgestühl einbauen und versahen ihren Sitz mit dem Familienwappen. Auch die Kanzel wurde damals erneuert. Die Empore, auf zwei hübschen Pfosten ruhend, war bereit für den oder die Vorsänger, den Fagott- und Oboenspieler, die von da an den Gemeindegesang begleiteten. 1825 wurde auf der Empore die erste Orgel aufgebaut. Erbauer war der Organist Hofer aus Lützelflüh. 60 Jahre später, im Jahr 1887, wurde von Goll in Luzern eine wahrscheinlich grössere Orgel eingebaut. 1717 erhielt der Turm ein Uhrwerk. Auf zwei bemalten Zifferblättern konnte man von da an die Uhrzeit ablesen. 1860 wurden in der Glockenstube drei Glocken aufgehängt. 1878 wird erstmals ein Ofen erwähnt. 1892 wurde die gesprungene grösste Glocke ersetzt und das Geläut mit einer vierten Glocke erweitert. 1893 erhielt die Kirche ein Jesusfenster als mittleres Chorfenster, eine Glasmalerei von R. Giesbrecht. 1919 stiftete der Schlossherr, Berthold von Erlach-von Wattenwyl, vorerst zwei Glasfenster für den Chor und später ein drittes Fenster mit dem Wappen von Gerzensee, das im Schiff angebracht wurde. Alle drei Fenster wurden vom Kunstmaler Rudolf Münger aus Bern entworfen. 1920 wurde die Kirche mit elektrischer Beleuchtung ausgestattet.

### Renovation von 1937

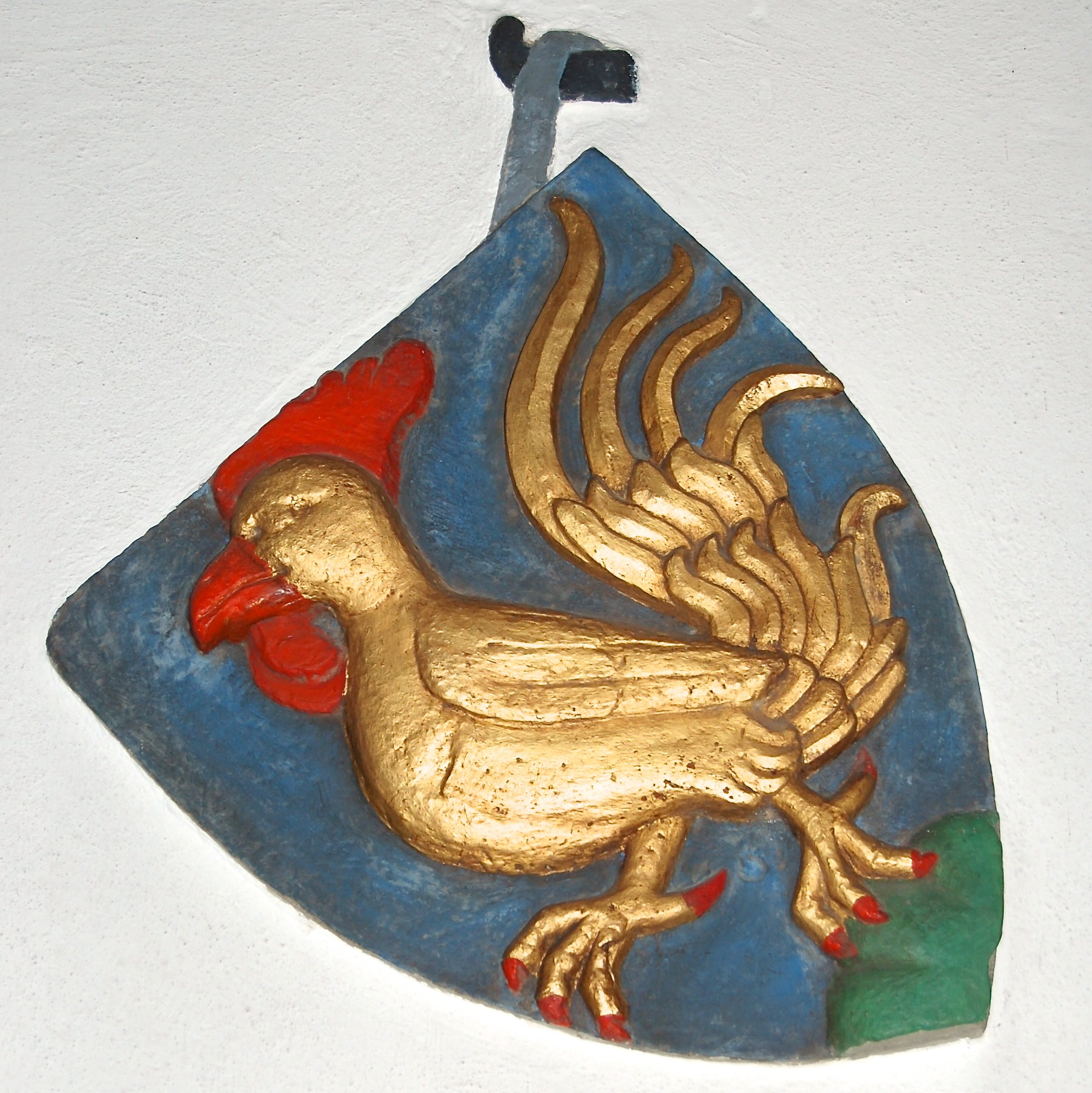
Das Familienwappen der Familie Ritsch oder Rych datiert von ca. 1340 stammt von einem Grabdenkmal und ist nun über dem Seitenausgang der Kirche Gerzensee in die Wand eingelassen.

1937 wurde die Kirche umfassend renoviert und umgestaltet. In den Gesamtkosten von Fr. 53'219.-- war eine neue Orgel der Firma Goll mit 11 Registern inbegriffen. Im Westen wurde die Kirche um zwei Meter verlängert. Das Rundfenster auf der Empore und zwei kleine Fenster unter der Empore wurden eingebaut. Die zwei Pfosten, die die alte Empore trugen, wurden durch einen mächtigen mit dünnem Holz verkleideten Stahlträger ersetzt. Die alten Langbänke wurden durch Bänke mit Lehne ersetzt. An Stelle des oft rauchenden Ofens wurde die elektrische Heizung unter den Fussbrettern der Bänke installiert. Die Barockkanzel und die Klappsitze im Chor mit den Wappen der Herrschaften wurden herausgerissen und verschwanden auf geheimnisvolle Weise spurlos. Die neue Kanzel wurde auf zwei sichtbare Betonträger gesetzt. Neue Türen und neue Vordächer wurden gemacht. Auf dem waagrechten Balken beim Turmvordach wurde als Erinnerung an die ursprüngliche Katharinenkirche ein Rad und ein Schwert eingeschnitzt. Im Innern blieben der romanische Taufstein, ein Epitaph, die Grabtafeln zweier Pfarrer und ein Familienwappen erhalten. Aus ästhetischen Gründen (alle drei Chorfenster sollten stilistisch zueinander passen) wurde das Jesusfenster entfernt und anstelle davon das Fenster mit dem Gemeindewappen aus dem Schiff eingesetzt. Das Jesusfenster lagert seither im Pfarrhausestrich. Unter dem Chorboden fand man zwei Grabplatten, hinter dem Verputz im Chor eine Türöffnung und zwei Tabernakel. Der eine, in spätgotischer Form, wurde von der Münsterbauhütte restauriert.

### Turmrenovation 1957
1957 wurde der Kirchturm renoviert. Morsches und durch Wurmbefall und Holzschwamm geschwächtes Holz des Helms wurde ersetzt und der ganze Helm imprägniert und einheitlich mit alten Ziegeln gedeckt. Vor der Renovation war der obere Teil mit Eternit gedeckt. Das Turmkreuz war verrostet und wurde durch Karl Schmid neu hergestellt. Die Laubenbrüstung wurde so vorgesetzt, dass das Wasser nicht mehr über den Verputz herabrann. Die Turmuhr wurde überholt. Es wurden drei neue, kleinere Zifferblätter angebracht, deren Ziffern auf Metallringe genietet sind, und neue Zeiger wurden montiert. Nach dem Abhacken des Verputzes kamen dicke, gut erhaltene Turmmauern aus Tuffstein und Feldsteinen zum Vorschein. Die Turmrenovation kostete Fr. 28284.--.

### Weitere Neuerungen
1961 stiftete Albert von Erlach eine bunte Glasscheibe, die er als Dank für seine humanitären Dienste im Zweiten Weltkrieg erhalten hatte. Die Scheibe, angefertigt durch Glasmaler Halter, Bern, wurde im vorderen Fenster des Schiffs angebracht. 1964 wurden die Holzjoche der Glocken durch solche aus Stahl ersetzt. Die Glockenstube wurde durch eine armierte Betondecke verstärkt und ein eklektisches Läutwerk installiert. Bis da wurden die Glocken mittels Seilen von Hand geläutet. 1967 wurde der Chorboden aus Holz erneuert. 1977 wurde die Schwerhörigen-Anlage erneuert und für die harten Kirchenbänke wurden Kissen beschafft. 1985 wurden für Fr. 80'000.-- das Kirchendach saniert und neue Kupferrinnen angebracht. 1989 konnte die neue Goll-Orgel eingeweiht werden. Sie hat 14 Register und zwei Manuale und kostete Fr. 231'000.--. 2002 wurde in der Kirche die erste Lautsprecheranlage installiert. Im Jahr 2012 musste der defekte Chorboden erneuert werden. Gleichzeitig wurden die Bänke im Chor entfernt. Dies hatte zur Folge, dass auch die alte Elektroheizung durch eine moderne Infrarotheizung ersetzt werden musste. Gleichzeitig wurde die Beleuchtung erneuert und die Innenwände der Kirche wurden neu gestrichen. 2013 wurde die Goll-Orgel revidiert.

## Ausstattung

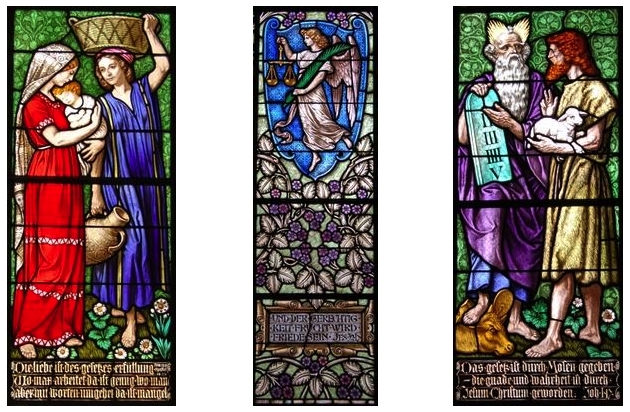
Drei Chorfenster der Kirche Gerzensee: links, Frauenfenster; Mitte, Engelfenster; rechts, Johannesfenster

### Bleiglasfenster
Die drei Bleiglasfenster im Chor wurden 1919 durch den Glasmaler Rudolf Münger angefertigt. Gestiftet wurden sie von Berthold von Erlach-von Wattenwyl.
- Frauenfenster mit Bibelworten aus Römer 13,10 und Sprüche 14,25: Die Liebe ist des Gesetzes Erfüllung. / Wo man arbeitet, da ist genug. / Wo man aber mit Worten umgehet, da ist Mangel.
- Engelfenster mit Bibelwort aus Jesaja 32,17: Und der Gerechtigkeit / Frucht wird Friede sein.
- Johannesfenster mit Bibelwort aus Johannes 1,17: Das Gesetz ist durch Mosen gegeben / – die Gnade und Wahrheit ist durch / Jesum Christum geworden.
- Jesusfenster: Es wurde aus ästhetischen Gründen durch das Engelfenster ersetzt und lagert im Pfarrhausestrich. Es wurde 1893 durch den Glasmaler R. Giesbrecht angefertigt.

### Orgel

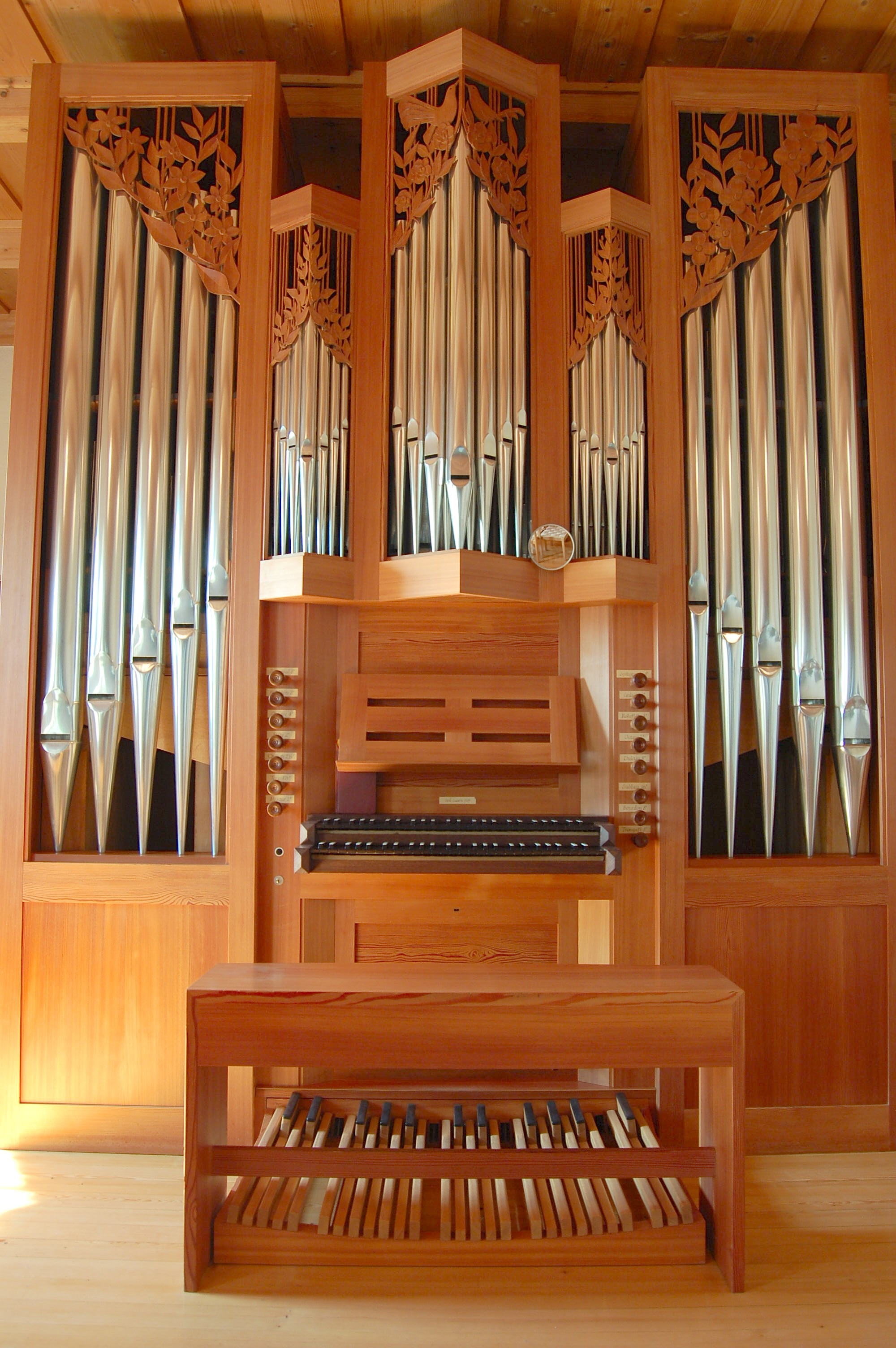
Goll-Orgel, Gerzensee 1989

Die Goll-Orgel wurde 1989 eingeweiht. Das Gehäuse ist aus massivem Lärchenholz gefertigt. Die Schnitzereien wurden durch Franz Ledergerber, Bühl, ausgeführt. Sie ist folgendermassen ausgestattet:
| I Hauptwerk C–f3 |        |
| Principal        | 8‘     |
| Hohlflöte        | 8‘     |
| Octave           | 4‘     |
| Quinte           | 2 ⁄3′  |
| Terz             | 1 3⁄5′ |
| Flöte            | 2‘     |
| Mixtur IV        | 2‘     |

| II Positiv C–f3 |    |
| Gedackt         | 8‘ |
| Spitzgamba      | 8‘ |
| Rohrflöte       | 4‘ |
| Principal       | 2‘ |
| Dulcian         | 8‘ |

| Pedal C–d1 |     |
| Subbass    | 16‘ |
| Bourdon    | 8‘  |
| Trompete   | 8‘  |

- Wechseltritt für Trompete 8‘

### Glocken

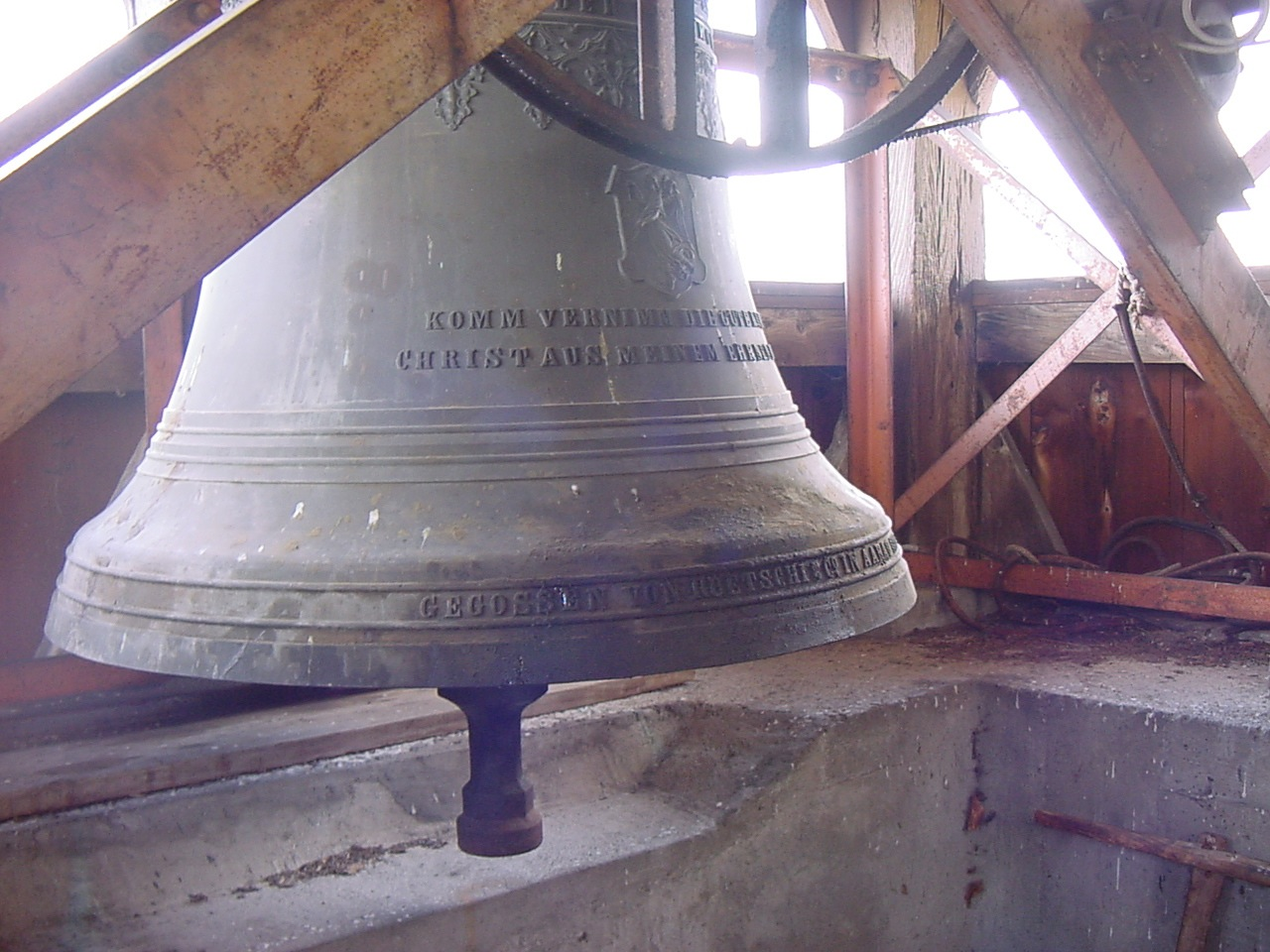
Grösste Glocke im Kirchturm Gerzensee

Der Turm ist 30 m hoch. Die Glockenstube befindet sich auf 15 m Höhe. Die vier Glocken wurden in der Glockengiesserei H. Rüetschi gegossen und klingen in einem F-Dur-Akkord.
| Nr. | Name | Gussjahr | Masse (kg, ca.) | Schlagton (HT-1/16) | Inschrift |
| --- | ---- | -------- | --------------- | ------------------- | --- |
| 1   |      | 1892     | 1024            | f1                  | Komm vernimm die gute Kunde, / Christ aus meinem ehrnen Munde! Liebe ist das Band der Vollkommenheit. Sabbatfrieden / Schon hienieden, / Sabbatrast / Nach Erdenlast!   |
| 2   |      | 1860     | 523             | a1                  | Himmelan / Geht die Bahn. / Meine Klänge / Rufen: Enge / Ist die Pforte, schmal der Pfad: / Seele flieh der Bösen Rath! Glaube / ist der Sieg, der die Welt überwindet. |
| 3   |      | 1860     | 290             | c2                  | Hoffnung / lässt nicht zu Schanden werden. Aufwärts schwebt mein Ton. / Ihm nach Erdensohn. / Aufwärts das Herz / In Freud und Schmerz!                                 |
| 4   |      | 1892     | 140             | f2                  | Gott allein die Ehre! |